# やちにゃん
やちにゃんは滋賀県彦根市本町の商業・観光施設「四番町スクエア」生まれの彦根らぼらとりぃ社（合同会社ひこらぼ）のキャラクター。

## 概要
ひこにゃんと共に彦根市をPRするために2007年に誕生した猫のキャラクター。2010年からは四番町スクエア商店街PR大使を務めている（PR大使は休止中）。作者はしまさこにゃんの生みの親であるイラストレーターのやまもとひまり。彦根藩主・井伊直弼の次女・弥千代姫をモデルにしている。黒い髪に黄色とピンクの髪飾り、ハート模様の赤とピンクの着物、井伊家の替紋のような赤い頬が特徴。「関西ゆるキャラオールスターズ」の一員。ゆるキャラダンスチーム「チームふわふわ隊」のレジェンドメンバーおよび桜組メンバー。

## プロフィール
- 誕生日 - 2007年8月1日[1]
- 性別 - 女の子[2]
- モデル - 弥千代姫[1]
- 愛称 - やっち[1]
- 肩書 - 四番町スクエア商店街PR大使[2]、彦根のお姫様[1]
- 特技 - どんな時も笑顔！[1]
- 性格 - 食いしん坊[1]、お転婆[2]
- 好物 - いちご[10]、いちご大福[1]、近江牛[11]
- 好きな事 - ダンス[1]、雛人形で遊ぶこと[12]、彦根城下町を気ままにお散歩すること(エールライブのプロフィールより[13])
- 趣味 - 御朱印集め[1]
- ペット - 金色の亀「コンキちゃん」[2]
- 肉球 - ハート形[1]
- 父 - いいにゃんすけ（ボランティア団体「ひこねを盛り上げ隊」の刊行誌「どんつき瓦版」イメージキャラクター[14][15][12]、井伊直弼がモチーフ、やまもとひまりがデザインした[16]）

## 活動
不定期かつ月1回ほどのペースで彦根市内に登場（2025年現在）。予定がある場合はX(旧Twitter)で告知している。年始の千代神社参拝、ご当地キャラ博、ひこねの城まつりはほぼ毎年登場している。4月13日のひこにゃんの誕生日のお祝いに参加することも多い（2008年、2009年、2014年～2019年、2021年）。

## テーマソング
- 『アタチやっち』 - 2014年11月1日の愛知県岡崎市のイベント「ご当地キャラ大集合!!オカザえもんのおともだち101人プロジェクト」で初披露した[22][23][24]。ダンスは「やちにゃんダンサーズ」とやちにゃんの３人（+ゲスト）で踊っている。「やちにゃんダンサーズ」のメンバーは あっきぃな、Chiiの２名[24]。

## 他のキャラクターとの関係

### ひこにゃん
- ひこにゃんと共に彦根市をPRする目的でやちにゃんが誕生したことや[2]、活動場所が同じまたは近隣であること、共に彦根城と関係のあるキャラクターであることから、誕生会[17][19][20][21]、ご当地キャラ博[12][25]、彦根ゆかたまつり[26]、ひこねの城まつり[27]など数多くの市内のイベントや、市外県外のイベント[28]、コラボ企画[10][29][30]、四番町スクエアのステージなどで共演した。
- 動画や彦根市のサイトではひこにゃんがやちにゃんに嬉しそうに駆け寄ったり[31]、ステージ脇でやちにゃんが来るのを待っていたり[32]、やちにゃんに会えないときは四番町スクエアでやちにゃんグッズを買って売り場を紹介したりする姿が見られ[33]、仲の良さが窺えられる。
- ひこにゃんが多忙のときはやちにゃんが代わって活動することもあり、ひこにゃんを陰から日向から応援し続けてきた[7][25]。特に2019年の財政面によるひこにゃんの活動休止の危機を迎えたときは、やちにゃんも日本ご当地キャラクター協会の方針に応じて彦根市内で募金箱を持って募金と応援を呼びかけ[34][35]、日本ご当地タクシー協会からひこにゃんの活動資金を受け取る式典にも彦根のキャラクターとして出席した[36]。

### カモンちゃん
- いいにゃんすけ[12]とは別に、井伊直弼がモチーフになっている滋賀大学のカモンちゃん[37]と仲が良く、やちにゃんはカモンちゃんのことを「と～ちゃん」と呼び親しんでいる[38]。

### ビバッチェくん
- ひこにゃんと同様に活動場所が近いこともあり、ひこにゃんと共にビバシティ彦根のビバッチェくんと共演することも多く[39][40]、３者ともお互いの誕生会に参加したこともある[41][42][21]。ご当地キャラ博（旧ゆるキャラまつり）に初回から欠かさず参加しているのはひこにゃん、やちにゃん、ビバッチェくん、いが☆グリオの４名のみである（2024年現在）[12][43][25][44][45][46][47][48][49][50][51][52][53][54][55][56][57]。

## 歴史
- 2007年6月29日
  - 6月2日～6月29日頃から、やちにゃんの立て看板が四番町スクエアのひこらぼ実店舗前に立てられる[58]
- 2007年8月1日
  - 「やち」の語呂合わせで、この日がやちにゃんの誕生日になる[1]
- 2008年10月17日
  - やちにゃんブログ開設[59]

- 2009年11月15日
  - 弥千代姫の嫁ぎ先である高松城の近くにある県立ミュージアムでひこにゃんと一緒に催し物に参加[28]

- 2009年12月16日
  - Twitter（現X）アカウント開設[60]
- 2009年12月23日
  - youtubeチャンネル開設[61]
- 2010年1月18日
  - 香港で行われる「チャイニーズ・ニューイヤー・ナイトパレード」に向けて「関西ゆるキャラオールスターズ」の結団式が大阪国際会議場で行われた[62]
- 2010年2月14日
  - 海外デビュー、公務多忙のひこにゃんの代わりに香港へ出張し「関西ゆるキャラオールスターズ」として「チャイニーズ・ニューイヤー・ナイトパレード」に参加した[63]

- 2010年8月1日
  - 四番町スクエア商店街PR大使に任命される[3]

- 2011年11月27日
  - ゆるキャラグランプリ2011に参加、ゆるキャラランキング106位[64]
- 2014年11月1日
  - 愛知県岡崎市のイベントでやちにゃんダンサーズと共にやちにゃんのテーマソング「アタチやっち」を初披露[22][23][24]
- 2019年3月以降
  - 財政面でひこにゃんの活動休止の危機を迎えていることが明らかになり[34]、3月29日に日本ご当地キャラクター協会が募金により自主的に活動を継続することを表明[65]、やちにゃんが情報を発信し募金活動を通じて応援を呼びかけた[35]

- 2019年5月9日
  - 四番町スクエアの式典で日本ご当地キャラクター協会と日本ご当地タクシー協会の協力協定が締結、日本ご当地タクシー協会がひこにゃんの活動資金を寄贈、式典では彦根のキャラクターとしてやちにゃんが出席した[36]
- 2022年10月21日
  - 彦根市議会で「キャラクター議会」開催、ひこにゃんは議長でやちにゃんは執行部側で参加[66][67]

- 2024年3月1日
  - youtubeチャンネル「やちにゃんの部屋」リニューアルで「やちにゃんちゃんねる」がスタート[68]
- 2024年5月13日
  - 保護猫活動を開始。保護猫ボランティア「29Q」の支援のため募金を呼びかける[69]

## メディア出演

### テレビ番組
※単に映っているだけではなく、出演した番組を記載する。
- 2010年1月20日「キラりん滋賀545」（びわ湖放送）[62]
  - 香港のパレードの意気込みをアピール、ロケ地：大阪国際会議場
- 2011年4月13日 「ウキキのTV研究所」（読売テレビ）[70]
  - ロケ地：番組スタジオ
- 2011年9月14日「ひるブラ」（NHK総合）[71]
  - 四番町スクエアを案内、ロケ地：四番町スクエア彩菜館
- 2014年5月8日「すごいね！ご当地キャラ弁！」（スカイA）[11]
  - キャラ弁のモデルとして登場、ロケ地：番組調理スタジオ
- 2017年11月27日「ごきげんライフスタイル よ～いドン！」（関西テレビ）[72]
  - ロケ地：彦根キャッスルホテル売店
- 2022年11月4日 「よんチャンTV」（毎日放送）[73][74]
  - 関西クーポン散歩のコーナーに登場、ロケ地：四番町スクエア

### テレビCM
- 2013年4月 「スズキ・アルトエコ」（スズキ）[75]
  - 滋賀県のキャラクターとして、香里奈、西田敏行、他の46都道府県のキャラクターと共演

### ゲーム、アプリ
- 2009年10月21日 「信長の野望・天道」（株式会社コーエー）（Windows/PS3/PS Vita）[76]
  - ゆるキャラまつりin彦根のタイアップでやちにゃんを含む16キャラクターの顔CGを配信

- 2009年10月22日 「ハンゲーム」（NHN Japan 株式会社）（Windows）[29]
  - ゆるキャラまつりin彦根の開催に合わせてやちにゃん、ひこにゃんを含む8キャラクターのアバターアイテムを提供
- 2010年10月25日「iコンシェルご当地マチキャラパスポート」（NTTドコモ）（i-mode）
  - やちにゃんが単体でダウンロードできるようになる、それまでは「彦根市のキャラクター」という名でやちにゃん、しまさこにゃん、いしだみつにゃん、おおたににゃんぶがまとめて1キャラクター扱いとなっていた（2019年6月25日サービス終了）

- 2012年7月26日 「やちにゃん for[+]HOMEきせかえテーマ」（株式会社エイチーム）（Android）[77]
  - やちにゃんのAndroidの着せ替えテーマを配信
- 2014年2月15日 「ご当地あラウンド」（株式会社コナミアミューズメント）（業務用）[78]
  - 滋賀県のキャラクターとしてやちにゃんが参加
- 2016年3月3日 「いっしょにプルプル」（株式会社S＆P）（Android/iPhone）[79]
  - やちにゃんが追加キャラクターとして参加（2016年4月28日サービス終了）
- 2018年3月1日 「FUN+WALK」（株式会社博報堂）（Android/iPhone）[80]
  - やちにゃんが選択キャラクターとして参加

## コラボ商品、コラボ企画
※下記の他にもひこらぼのオンラインストアでひこにゃんやいいのすけとのコラボ商品が販売されている。
- 2008年10月16日「ブログテンプレート」（滋賀咲くblog）[82]
  - やちにゃんのブログテンプレート、他のテンプレートではしまさこにゃん、キャッフィーが収録されている

- 2009年7月1日「ゆるキャラ切手」 （日本郵便）[83]
  - やちにゃん、ひこにゃん、カモンちゃん、しまさこにゃん、いしだみつにゃん、おおたににゃんぶの切手（彦根市内限定）
- 2020年3月1日 「れすとらん弥千代姫」 （四番町スクエア）[84]
  - やちにゃん全面応援のレストラン、2024年のリニューアル以前までやちにゃん仕様の外装・内装で営業していた[85]
- 2020年6月21日 「ビバッチェくんチャンネル第9話～第15話」 （ビバシティ彦根）[86]
  - ビバッチェくんとのコラボ動画（全7話）、ボウリングや椅子取りゲーム、料理などで勝負した

- 2021年2月21日 「ひこにゃんルーム」（ホテルサンルート彦根）[30]
  - リニューアルにより、にひこにゃん、やちにゃん＆コンキちゃん、いいのすけが描かれた
- 2021年10月「オリジナルシール」（彦根市共同募金委員会）
  - 彦根キャッスルロードの自動販売機で購入すると赤い羽根共同募金とひこにゃん、やちにゃん、しまさこにゃん、いしだみつにゃん、おおたににゃんぶのコラボシールが入手できた[87]

- 2023年3月25日 「ランチパック 3種の果物と5種の野菜のレッドカレー」（山崎製パン）[88]
  - 彦根城とのコラボ商品、パッケージキャラクターのランチちゃんがやちにゃんに扮していたことがきっかけで翌年のコラボ商品に繋がった[89]
- 2024年3月1日 「ランチパック いちごホイップ＆いちごジャム」（山崎製パン）[10]
  - 彦根市とのコラボ商品、ひこにゃんとやちにゃんのパッケージで販売した
- 2024年7月14日「コラボイラスト缶バッチ」（29Q）[90]
  - 彦根の保護猫ボランティア「29Q」とのコラボ缶バッチ、売り上げの一部が保護猫活動の支援として寄付される
- 2024年10月13日「ご当地キャラ＆VTuberと行く！ご当地キャラ博2024先どり案内ツアー！」（琴平バス）
  - ご当地キャラとVTuberのオンラインバスツアー、ご当地キャラはやちにゃん、ビバッチェ君、カモンちゃんが参加[91]